# Суит-Грасс (округ)
Суит-Грасс (англ. Sweet Grass County) — округ штата Монтана в Соединённых Штатах Америки. Столица округа — город Биг-Тимбер (с 1977 года). Идентификатор округа — 30097. Основан в 1895 году.
Общая площадь округа составляет 4822,56 км².

## Демография
Согласно переписи 2010 года население округа Суит-Грасс — 3651 жителей. Плотность — 0,76 чел./км². Население практически полностью занято в сельском хозяйстве.
Национальный состав был следующим: 96,98 % белых, 0,06 % афроамериканцев, 0,55 % представителей коренных народов, 0,33 % азиатов, остальные представители латиноамериканских и других рас.
Средний доход на семью составляет $ 38750. Доход на душу населения в округе составил $ 17880.
9,0 % семей или 11,4 % населения живут ниже установленной черты бедности, из них моложе 18 лет — 15,1 % , в возрасте 65 лет и старше — 9,1 %.